# Epicrates assisi
La boa arco iris de la caatinga (Epicrates assisi) es una especie terrestre del género Epicrates, de la familia de las boas  en el suborden de las serpientes. Habita en regiones cálidas de América del Sur. 

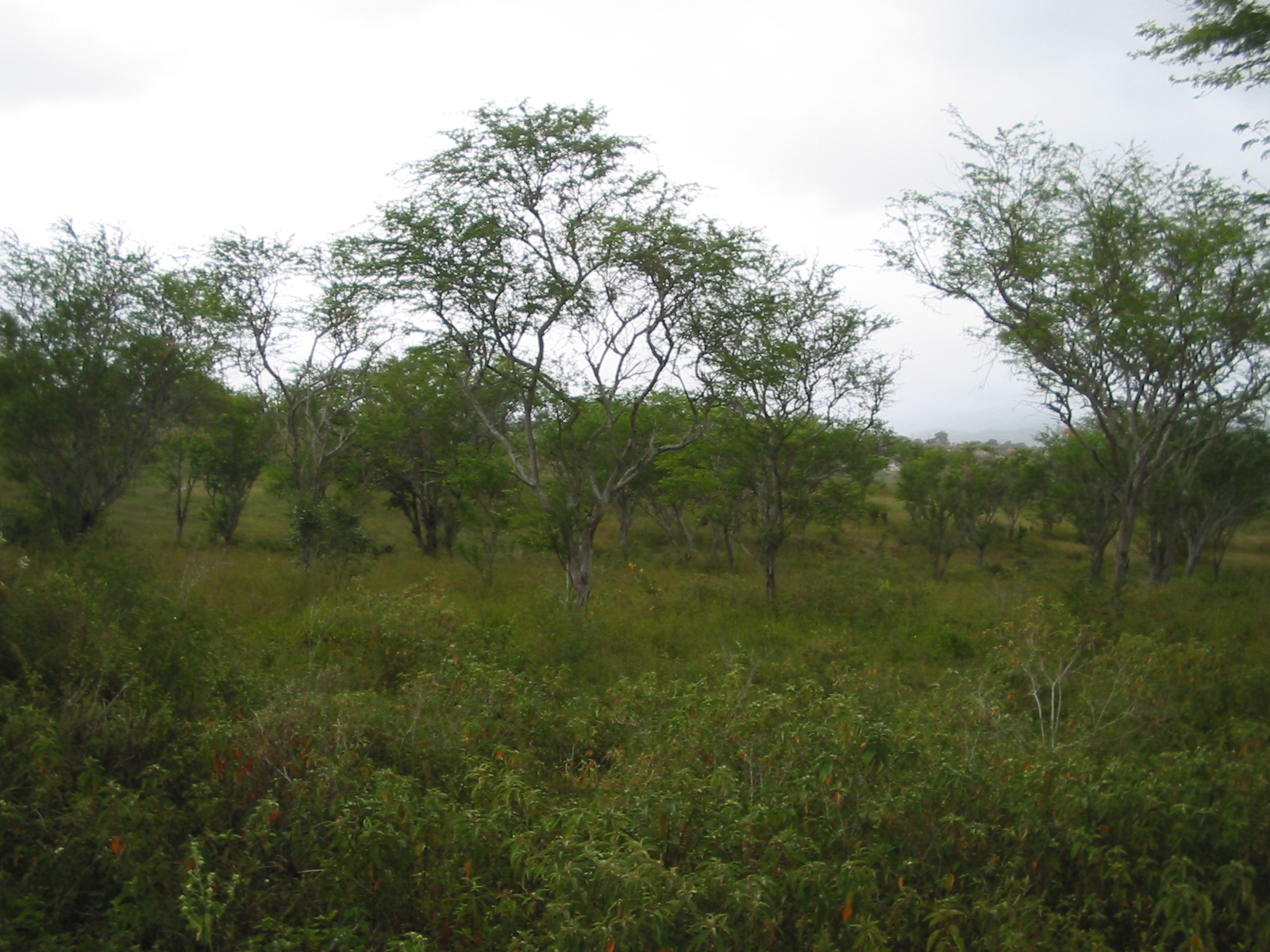
La caatinga, el hábitat característico de esta especie.

## Taxonomía
Durante largo tiempo se creía que el género Epicrates presentaba sólo una especie continental, Epicrates cenchria, distribuida en las porciones continentales de América del Sur y Central, desde Nicaragua a la Argentina además de las islas de Trinidad y Tobago y Margarita. De este modo, este taxón fue clasificado sólo como una de sus subespecies, pero como resultado de una revisión de todos los componentes de este complejo basado en un análisis de la variación morfológica, patrón de color merísticos y caracteres morfométricos, apoyado por otros análisis filogenéticos y de modelos ambientales, fueron reconocidas cinco especies: E. cenchria, E. crassus, E. maurus, E. assisi, y E. alvarezi; por lo que de acuerdo con los modernos arreglos taxonómicos, hoy se la integra en su propia especie.
Descripción original
Esta especie fue descrita originalmente en el año 1945 por el herpetólogo brasileño O. Machado.
Localidad tipo
La localidad tipo es: «Campina Grande, Paraíba, Brasil». 
Ejemplar tipo
El ejemplar tipo se cree perdido. El holotipo es un macho adulto, que se conserva en el Instituto Vital Brasil (IVB) —no numerado—, el que fue colectado por Arlindo de Assis.

## Características diagnósticas
Epicrates assisi se distingue de todas las especies continentales del género Epicrates por tener largos lóbulos hemipenianos subcilíndricos (de cerca de tres veces más largos que anchos), con una reducción de las filas papilativas. Tanto los juveniles como los adultos, se diferencian de E. cenchria, E. maurus y E. alvarezi por tener la región dorsal con un color de fondo pálido a marrón oscuro. Se diferencia de E. crassus y E. maurus por tener generalmente 245 escamas ventrales, y porque esta última tiene grandes hemipenes invertidos y 12 largas escamas subcaudales.

## Distribución y hábitat
Esta es una especie endémica del Brasil. Se distribuye en los estados de: Bahía —sur—, Paraíba, Piauí, Ceará —sur—, Sergipe, y Minas Gerais —norte—. Es característica de ambientes de la caatinga.

## Características y costumbres
Esta especie es denominada comúnmente boa arcoíris dado el resplandor multicolor que muestra su cuerpo cuando es exhibido a los rayos del sol.
Su longitud generalmente ronda los 2 m, en el caso de las hembras adultas. Es un animal nocturno de costumbres tímidas. Se alimenta especialmente de pequeños mamíferos; complementa su dieta con aves. Es cazada por su cuero, aunque mayormente se la mata por el temor que generan todas las serpientes, especialmente las grandes. Sufre por los desmontes de su hábitat natural, y la trasformación de su ecosistema en tierras de cultivo o para la ganadería intensiva.